# Schleinsee (See)
Der Schleinsee ist ein Stillgewässer im Gebiet der baden-württembergischen Gemeinde Kressbronn am Bodensee im Bodenseekreis in Deutschland.

## Lage und Größe
Der See liegt rund vier Kilometer nordöstlich der Kressbronner Ortsmitte unterhalb des gleichnamigen Ortsteils Schleinsee in einem Naturschutzgebiet (FFH-Gebiet) auf einer Höhe von 474,3 m ü. NHN und ist in Privatbesitz.
Die Größe des wannenförmigen Seebeckens beträgt 14,1 Hektar, die Länge etwa 700 Meter, die Breite 250 Meter. Die maximale Tiefe des Sees liegt bei 12,1 Meter. Die Uferzonen im Westen und Osten sind flach und mit für Verlandungszonen typischen Pflanzen bewachsen, im Norden und Süden teils steil abfallend. Das Einzugsgebiet des Schleinsees umfasst etwa 48 Hektar; davon sind 20 Prozent Wald und 70 Prozent von der Landwirtschaft genutzte Flächen. Die Uferlänge beträgt rund 1700 Meter.

## Entstehung
Wie die in der Nähe liegenden Muttelsee, Wielandssee und Degersee entstand der Schleinsee gegen Ende der letzten Eiszeit vor ca. 15.000 Jahren als Schmelzwassersee. Die beiden oberirdischen Zuflüsse sind unbedeutend; den Schleinsee speisen jedoch mehrere unterirdische Quellzuflüsse. Ungefähr zwei Jahre dauert die theoretisch ermittelte Wassererneuerungszeit.

## Ökologie
Während der Wintermonate ist der Schleinsee oft eisbedeckt. Im Frühjahr, nach dem Eisbruch, erwärmt sich das Oberflächenwasser des Sees relativ schnell, so dass oft Wassertemperaturen von 20 Grad gemessen werden, während die Wassertemperatur des Bodensees noch nicht einmal 10 Grad erreicht hat. Das Tiefenwasser wird nur selten sieben Grad warm. Dadurch bleibt das Wasser des Schleinsees bis zum Herbst in eine obere Warmwasser- und eine untere Kaltwasserschicht ab fünf Metern Tiefe getrennt. Die Wasserschichten durchmischen sich auch deshalb in den Sommermonaten nicht, weil der See beinahe allseitig durch bewaldete Drumlinhügel gegen Wind geschützt ist. Erst wenn sich im Laufe des Herbstes und Frühwinters durch Abkühlung die Wassertemperaturen und damit die Dichten wieder angleichen, setzt sich der gesamte Wasserkörper in Bewegung, was den See vollständig durchmischt.
Das Einzugsgebiet des Sees ist ungewöhnlicherweise nur dreimal so groß wie seine Wasserfläche, weshalb er verhältnismäßig wenig anfällig ist, durch Schadstoffeinschwemmung aus der Umgebung belastet zu werden. Ab den 1930er Jahren wurden jedoch vermehrt ungeklärte Abwässer einer Ortschaft eingeleitet und auch der Eintrag von Düngemitteln aus der Umgebung nahm zu. Die Phosphor-Konzentration stieg deshalb bis zum Jahr 1990 auf einen sehr kritischen Wert.
| Jahr                            | 1935  | 1941   | 1979  | 1986   | 1987  | 1990    | 1994  | 1995  | 1999  | 2007  | 2011  | 2016  | 2021  |
| anorg. Gesamt-Stickstoff (mg/l) |       |        |       | 0,59   |       |         | 4,08  |       | 0,53  | 0,71  | 0,62  | 0,28  |       |
| Gesamt PO4-Phosphor (µg/l)      | 24,00 | <30,00 | 78,00 | 122,00 |       | >150,00 | 50,00 | 55,00 | 31,00 | 55,00 | 81,00 | 38,00 | 42,00 |
| Chlorophyll a (µg/l)            |       |        |       | 29,00  |       |         | 16,00 |       | 12,00 | 20,00 | 28,00 | 17,00 |       |
| Chlorophyll-Spitze a (µg/l)     |       |        |       |        |       |         |       |       | 23,00 | 45,00 | 91,00 | 44,00 |       |
| Sauerstoff-freie Schicht (m)    |       |        | 6,00  |        | -1,00 | 3,00    |       |       |       |       |       |       |       |
| Sichttiefe (m)                  |       |        |       | 1,10   |       | 1,00    | 1,70  | 2,40  | 2,30  | 1,70  | 1,90  | 2,20  |       |
| Trophiestufe                    |       |        |       |        |       |         |       |       |       |       |       |       | m     |

Mit Hilfe des Aktionsprogramms zur Sanierung Oberschwäbischer Seen wurden die geplanten Extensivierungsmaßnahmen umgesetzt, Fördermittel stellte der Bodenseekreis zur Verfügung. Bis zum Jahr 1993 erreichte der See wieder günstigere Werte für die Größe der sauerstofffreien Schicht als 1985 und für die Phosphorkonzentration als 1979.

### Flora
Am westlichen Ufer des Sees wachsen die Weiße Seerose (Nymphaea alba), eine typische Vertreterin der Schwimmblattpflanzen, und die Gelbe Teichrose (Nuphar lutea). Als Lebensraum bevorzugen die in Deutschland geschützten Pflanzen stehende oder auch träge fließende Gewässer, die einen humosen Schlammboden aufweisen. Auch das Ährige Tausendblatt (Myriophyllum spicatum) – es wächst recht häufig in Tauchblattgesellschaften nicht belasteter eutropher, eher kalkhaltiger, stehender Gewässer mit schlickigem Untergrund – und das Raue Hornblatt (Ceratophyllum demersum) sind im See zu finden. Letzteres wächst meist über humosen Schlammböden in Wassertiefen von einem halben Meter bis zu zehn Metern. Des Weiteren leben Blau-, Grün- und Kieselalgen im See.

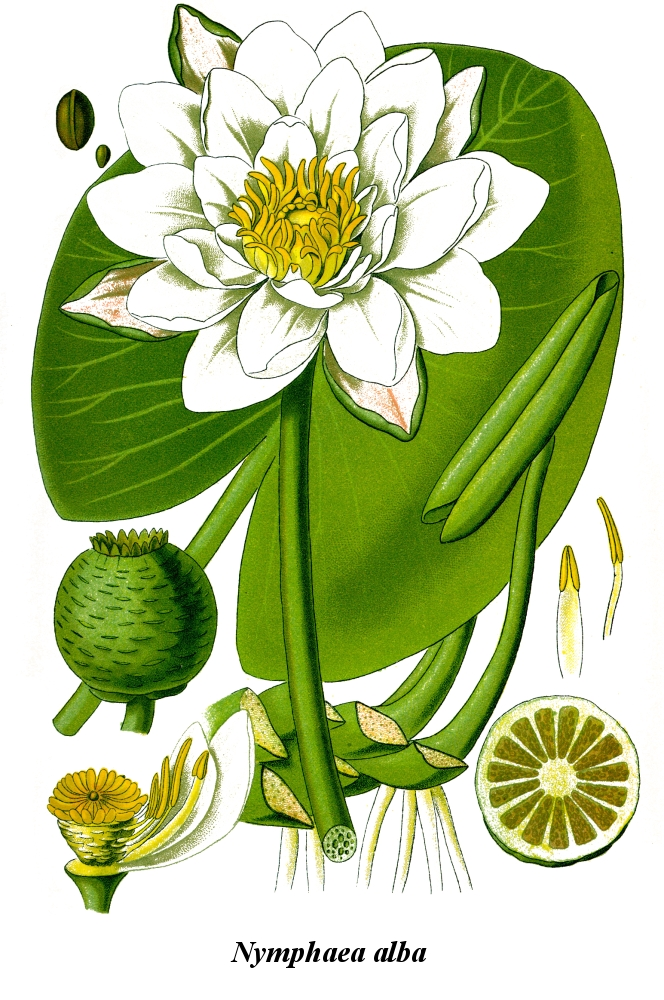
Weiße Seerose (Nymphaea alba)
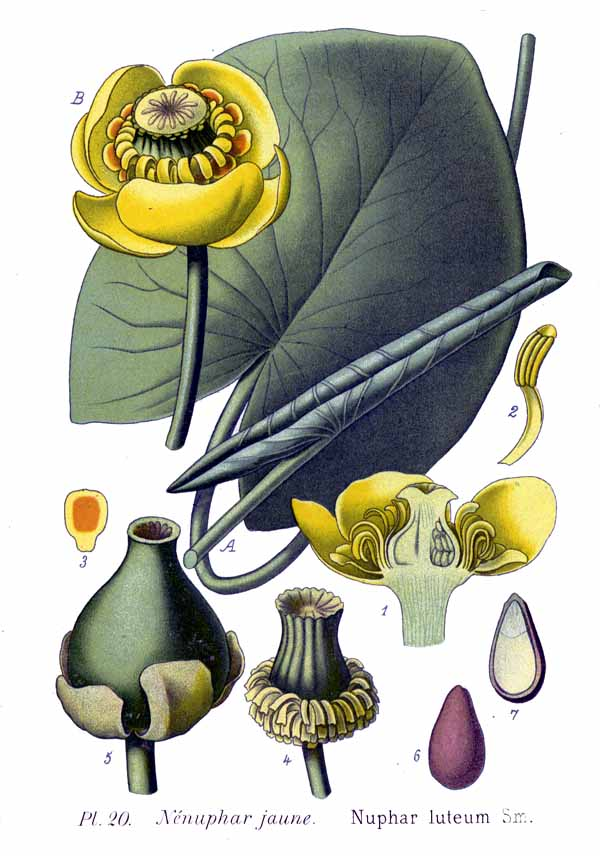
Gelbe Teichrose (Nuphar lutea)
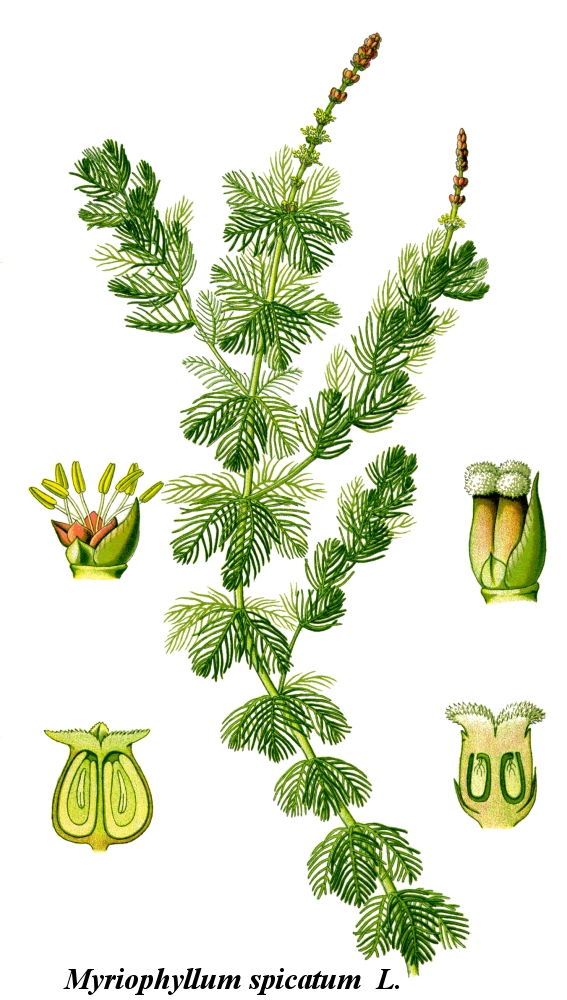
Ähriges Tausendblatt (Myriophyllum spicatum)
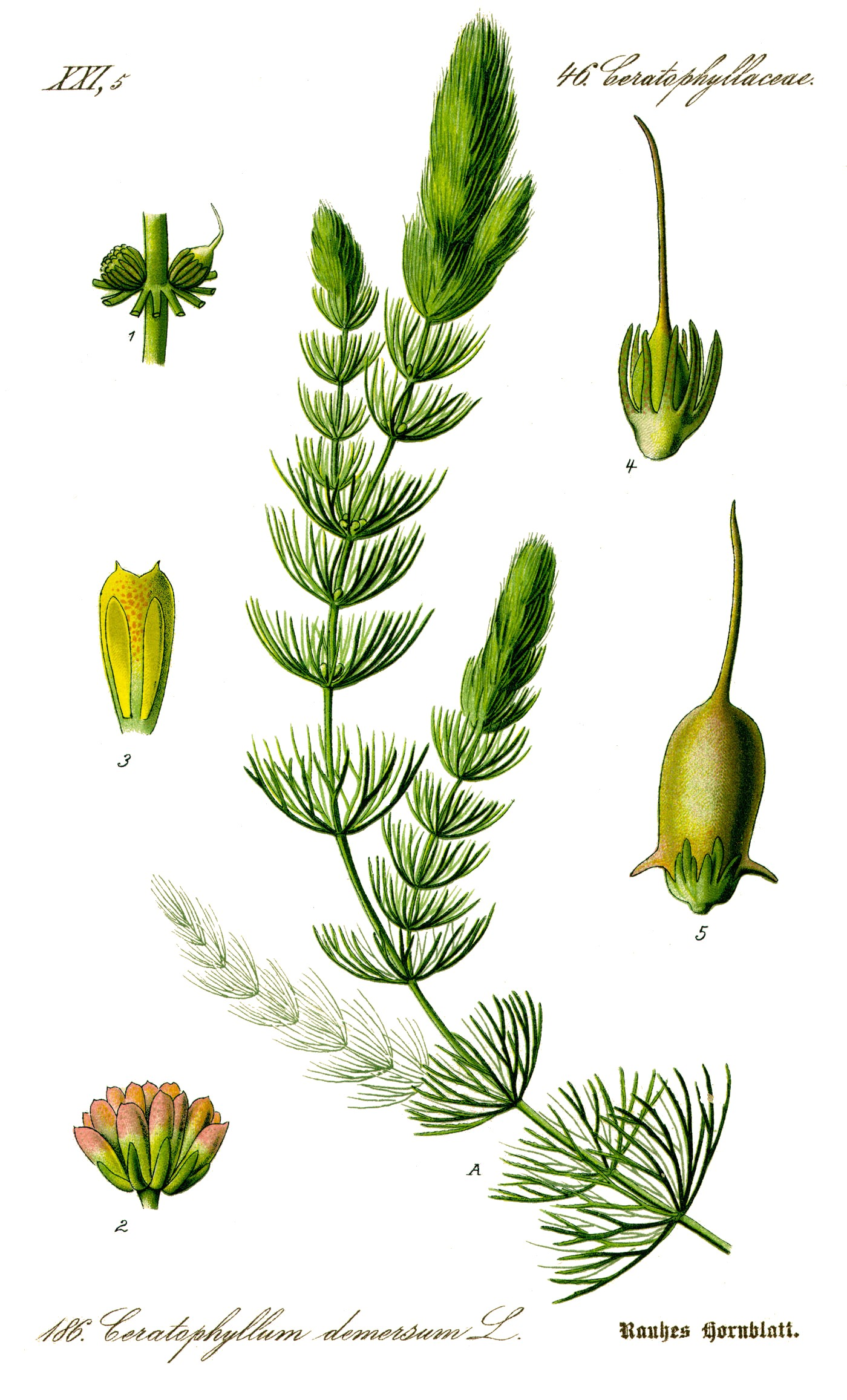
Raues Hornblatt (Ceratophyllum demersum)

### Fauna
Bis 1994 kamen Aal, Barsch, Hecht, Karpfen, Rotauge, Rotfeder, Schleie, Ukelei, Wels und Zander im See vor. Ein Angelverein besetzte ihn bis 1998 sehr stark mit Karpfen, seit 1999 wird der See mit einem geringen Hechtbesatz bewirtschaftet.

## Sonstiges
Die erste Etappe des Jubiläumswegs Bodenseekreis führt vom Kressbronner Bahnhof über Nitzenweiler und den kleinen Ortsteil Schleinsee – hier ist die 1737 von Johann Melchior Sauter gestiftete barocke Mariä-Himmelfahrt-Kapelle zu besichtigen – hinauf zum Aussichtspunkt oberhalb des Sees. Der Blick reicht über den im Frühjahr von unzähligen blühenden Obstbäumen eingerahmten Schleinsee und den Bodensee hinüber zum 2.502 Meter hohen Säntis im Appenzellerland.

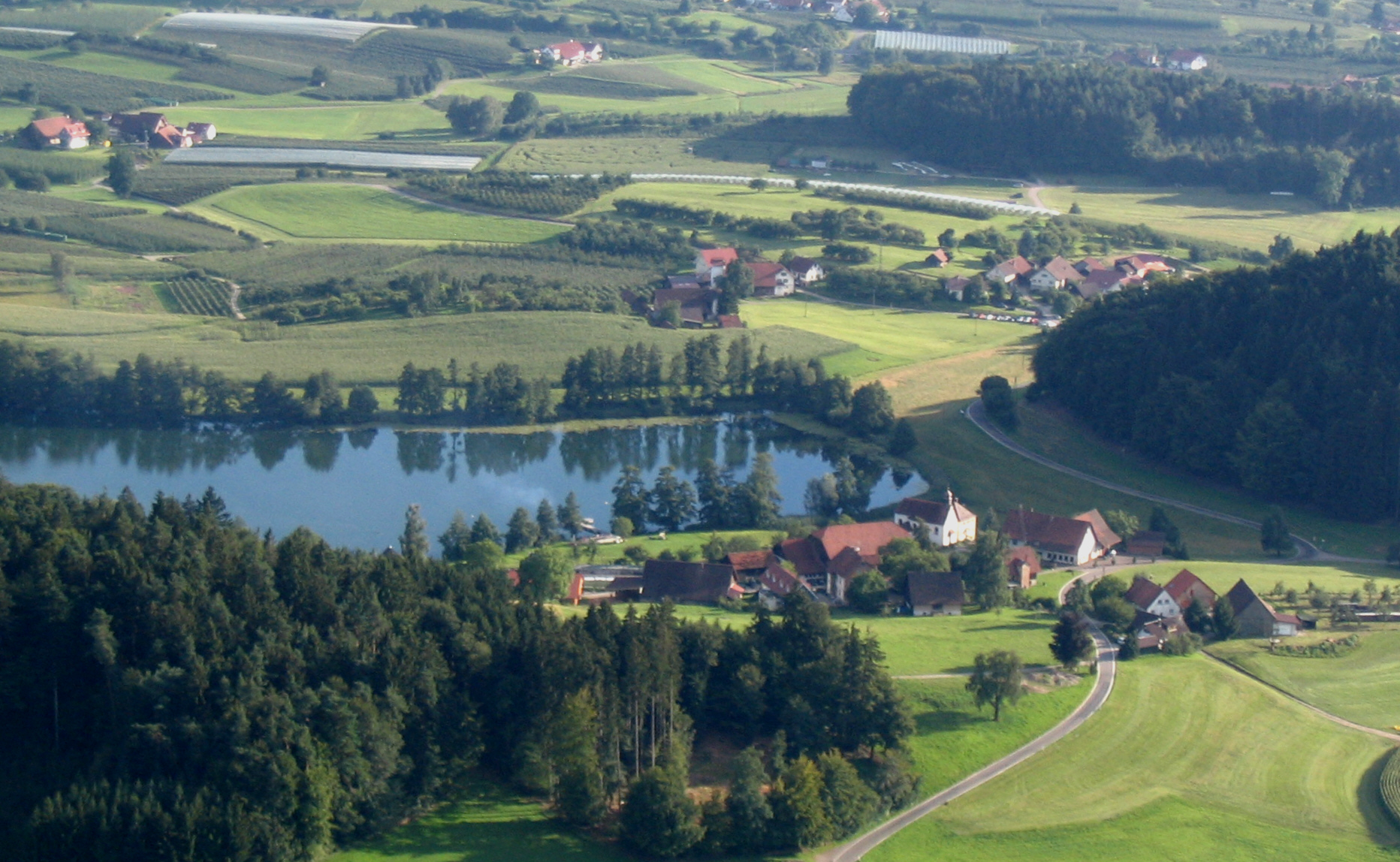
Der Schleinsee mit dem gleichnamigen Ortsteil
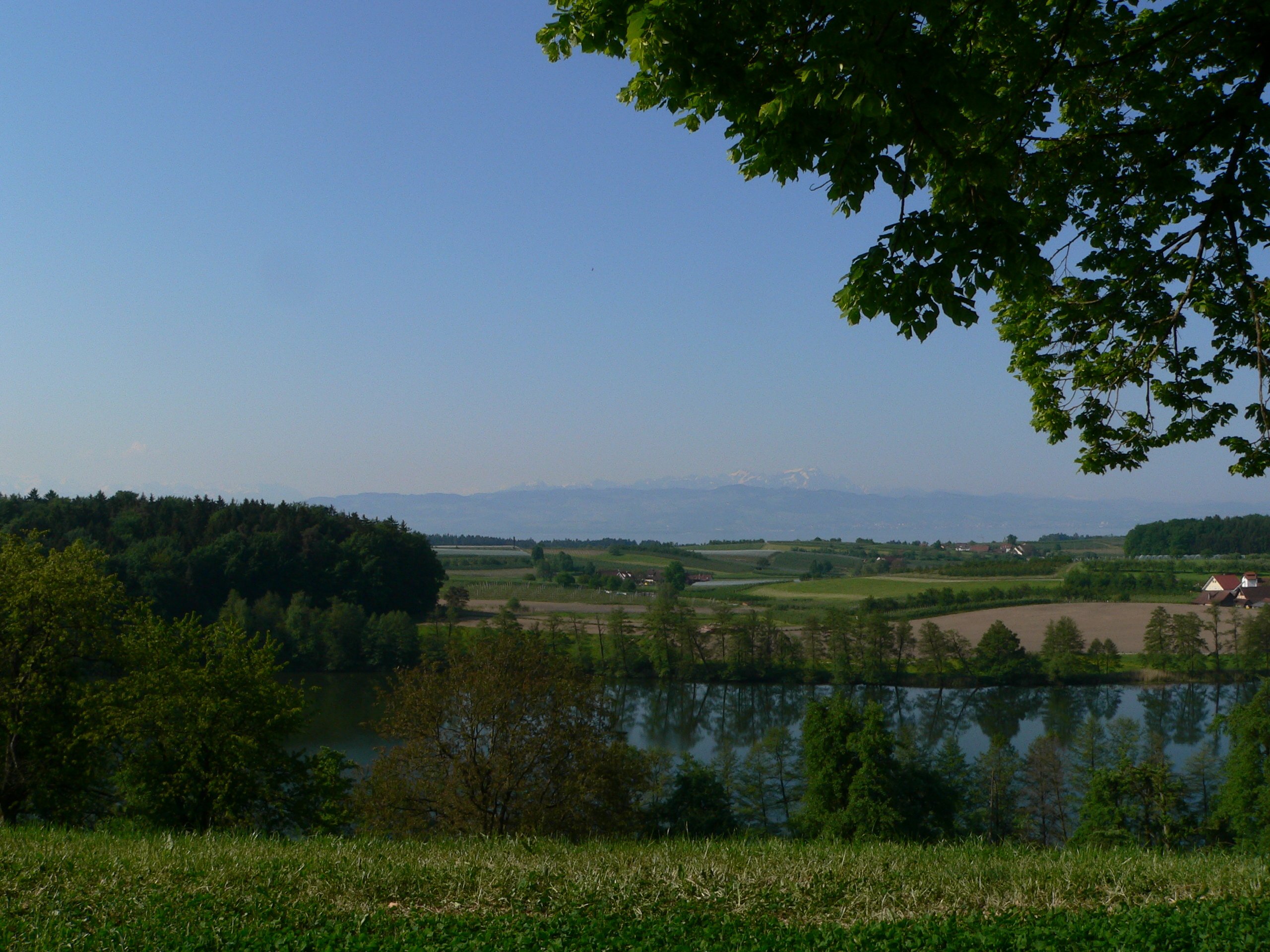
Der Schleinsee mit dem Säntis im Hintergrund
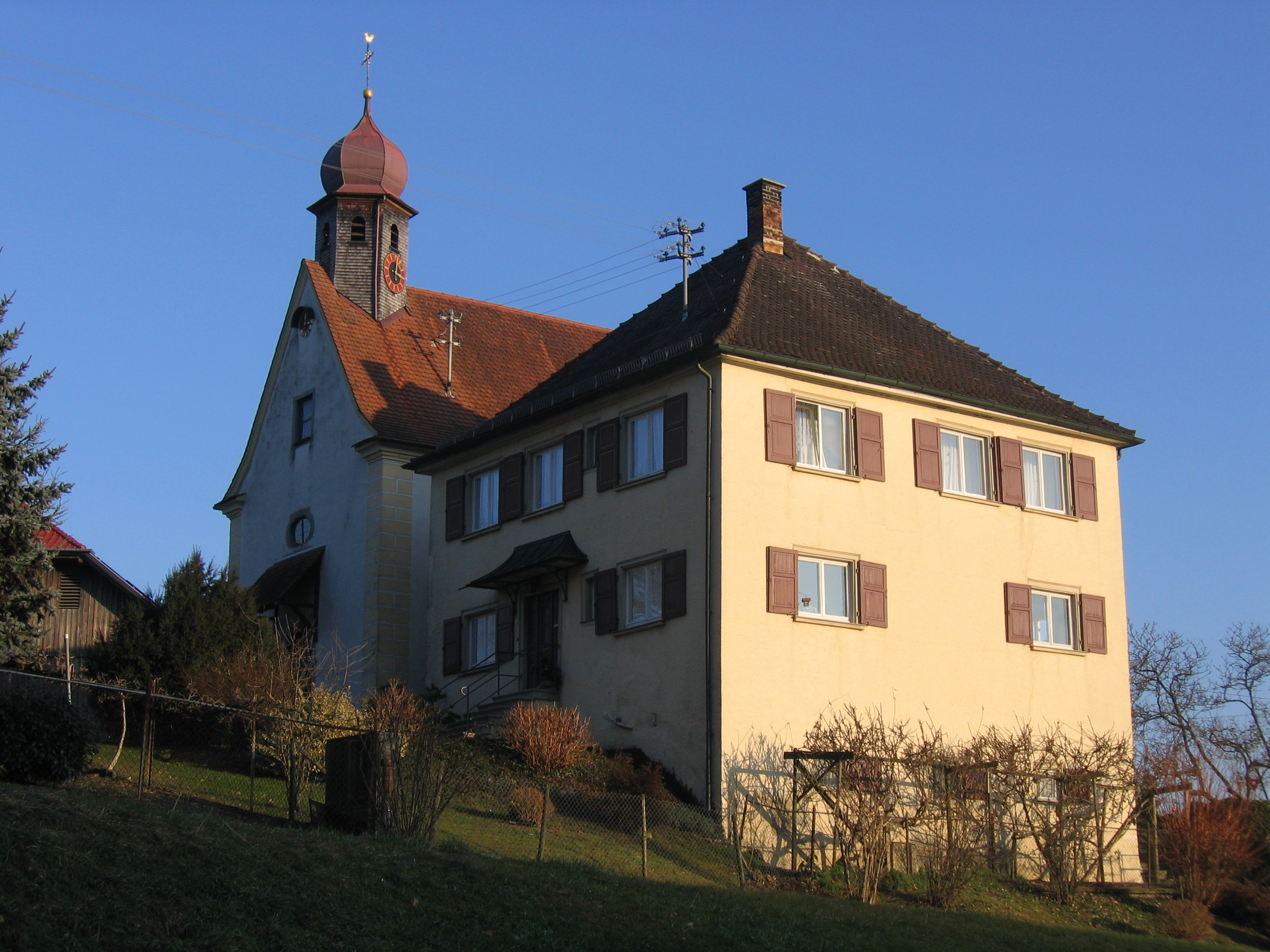
Mariä-Himmelfahrt-Kapelle, oberhalb des Sees gelegen